# Lindar
Lindar (olaszul: Lindaro) falu Horvátországban, Isztria megyében. Közigazgatásilag Pazinhoz tartozik.

## Fekvése
Az Isztriai-félsziget közepén, Pazintól 3 km-re délkeletre, a Pazinčica völgye felett, az A8-as autóút és a Pazin-Póla vasútvonal közelében fekszik.

## Története
A régészeti leletek tanúsága szerint területe már a történelem előtti időben is lakott volt. A középkorban az aquileiai pátriárka egyik hűbérbirtokának központja, majd a Pazini grófság része volt. Egykori vára a Pazini-medence északkeleti bejáratát ellenőrizte. A vár a mai plébániatemplom helyén állt, három védőtorony maradt belőle. 1508-ban, 1511-ben és 1615-ben is súlyos károkat szenvedett a velenceiekkel vívott harcokban. Lindar alatt ütközött meg 1813-ban Lazarić császári kapitány a francia sereggel, mely után a győztes csatában szerzett érdemeiért bárói rangot és a Lindari előnevet kapta. A településnek 1857-ben 1095, 1910-ben 647 lakosa volt. Lakói hagyományosan mezőgazdasággal foglalkoztak, egy részük naponta bejár Pazinba dolgozni. 2011-ben 403 lakosa volt.

## Lakosság
| Lakosság változása | Lakosság változása | Lakosság változása | Lakosság változása | Lakosság változása | Lakosság változása | Lakosság változása | Lakosság változása | Lakosság változása | Lakosság változása | Lakosság változása | Lakosság változása | Lakosság változása | Lakosság változása | Lakosság változása | Lakosság változása |
| ------------------ | ------------------ | ------------------ | ------------------ | ------------------ | ------------------ | ------------------ | ------------------ | ------------------ | ------------------ | ------------------ | ------------------ | ------------------ | ------------------ | ------------------ | ------------------ |
| 1857               | 1869               | 1880               | 1890               | 1900               | 1910               | 1921               | 1931               | 1948               | 1953               | 1961               | 1971               | 1981               | 1991               | 2001               | 2011               |
| 1095               | 1132               | 673                | 634                | 659                | 647                | 1169               | 1192               | 569                | 549                | 450                | 366                | 319                | 369                | 408                | 403                |

## Nevezetességei
- Szent Mohor és Fortunát tiszteletére szentelt plébániatemploma a település legmagasabb pontján a Pazinčica völgye felett áll. A mai templom 1606-ban épült a régi templom helyén. 1860-ban megújították és bővítették. Három hajós épület öt oltárral, melyek a 18. és 19. századból származnak. Szenteltvíz tartója 1604-ben készült. A templomban egy 1607-ből származó glagoliota felirat található. A templom előtt álló harangtorony 30 méter magas, 1906-ban építették. A templom helyén állt egykori várból három védőtorony maradt fenn, a keleti toronyba egy 16–17. századi öreg bronz ágyút építettek be. A templom mögötti füves területről nagyszerű kilátás nyílik a Pazinčica völgyére.
- Szent Katalin tiszteletére szentelt temploma[4] a 14. század végén épült. A négyszög alaprajzú templomnak gótikus boltozata van. 1860-ig ez volt a falu plébániatemploma. Ismeretlen mestertől származó faliképek maradtak fenn benne, melyek közül a legjelentősebb a „Živi križ” (élő kereszt, Krisztus keresztáldozatával megváltja a világot és megnyitja a mennyország kapuját), glagolita felirata szerint 1409-ben készült. A templom homlokzata elé gótikus stílusú, csúcsíves bejáratú előcsarnokot építettek. Faragott oltára 1770-ben készült, oltárképe 17. századi.
- Szent Sebestyén tiszteletére szentelt temploma 1559-ben épült a homlokzat falába beépített glagolita és latinbetűs feliratos tábla tanúsága szerint Ivan Jedrejčić adományából. A kis templomocska oltárán egy szép táblakép látható, mely a vértanúhalált szenvedő Szent Sebestyént és a mennyből rátekintő Madonnát ábrázolja gyermekével.
- Szent Márton tiszteletére szentelt temetőkápolnája román stílusban épült homlokzata felett kis nyitott harangtoronnyal. A homlokzat alsó részén régi sírkőlapok láthatók befalazva, köztük Matušić pap 1588-ban faragott glagolita feliratos sírlapja.
- A faluban fennmaradt fennmaradt néhány 15. és 16. századi lakóház részlete és a 17. századi városi loggia.
- A kőemlékeken kívül a helyi glagolita írásbeliség hagyományairól tanúskodik Lindar 1590 és 1667 között glagolita kézírással vezetett anyakönyve, melyet a zágrábi Horvát Országos Levéltárban (Arhiv HAZU) őriznek.